# Lothar Bucher
Pour les articles homonymes, voir Bucher.
Adolf Lothar Bucher (né le 25 octobre 1817 à Neustettin et décédé le 12 octobre 1892 à Glion) est un homme politique, fonctionnaire et journaliste prussien. Pendant la révolution de mars, il siège avec la gauche. Par la suite, il s'exile et devient un journaliste reconnu avant de revenir aux affaires politiques en tant que proche conseiller du chancelier allemand Otto von Bismarck.

## Biographie
Bucher est fils du professeur en lycée et auteur d'ouvrage géographique August Leopold Bucher. Il étudie le droit à Berlin. À partir de 1838, il travaille au tribunal (l'Oberlandesgericht pour être précis) de Köslin. En 1843, il devient assesseur, c'est-à-dire responsable du calcul des taxes, au tribunal municipal de Stolp.
En 1848, il est élu à l'assemblée nationale prussienne. Il siège avec la gauche et proteste vigoureusement contre la « contre-révolution », il favorable à la désobéissance civile en refusant de payer ses impôts. En 1849, il est élu dans la seconde chambre du parlement prussien : le preußischer Landtag. Il décrète l'état de siège dans cette chambre, ce qui mène à la dissolution de celle-ci. Il est par la suite condamné à 15 mois de prison et à la perte de tous ses mandats pour son soutien à la désobéissance civile.
Pour éviter la prison, il part en exil à Londres en 1850. Il y travaille en tant que journaliste et est notamment correspondant pour le National-Zeitung. Il écrit plus de 3 000 notes pour le journal et devient ainsi une plume très demandée et très lue, ainsi parmi ses lecteurs on trouve le roi Frédéric-Guillaume IV de Prusse. Ses comptes-rendus sur l'exposition universelle de 1851 rencontrent particulièrement le succès. Il publie un livre en 1851 : Der Parlamentarismus wie er ist (le parlementarisme tel qu'il est) où il critique le système parlementaire britannique. Les députés y seraient de plus en plus motivé par intérêt personnel plus que pour servir l'intérêt général. Cette critique se dirige également indirectement contre l'opposition allemande qui voit dans le modèle britannique un exemple à suivre. Ce livre fait décroître notablement sa cote journalistique.

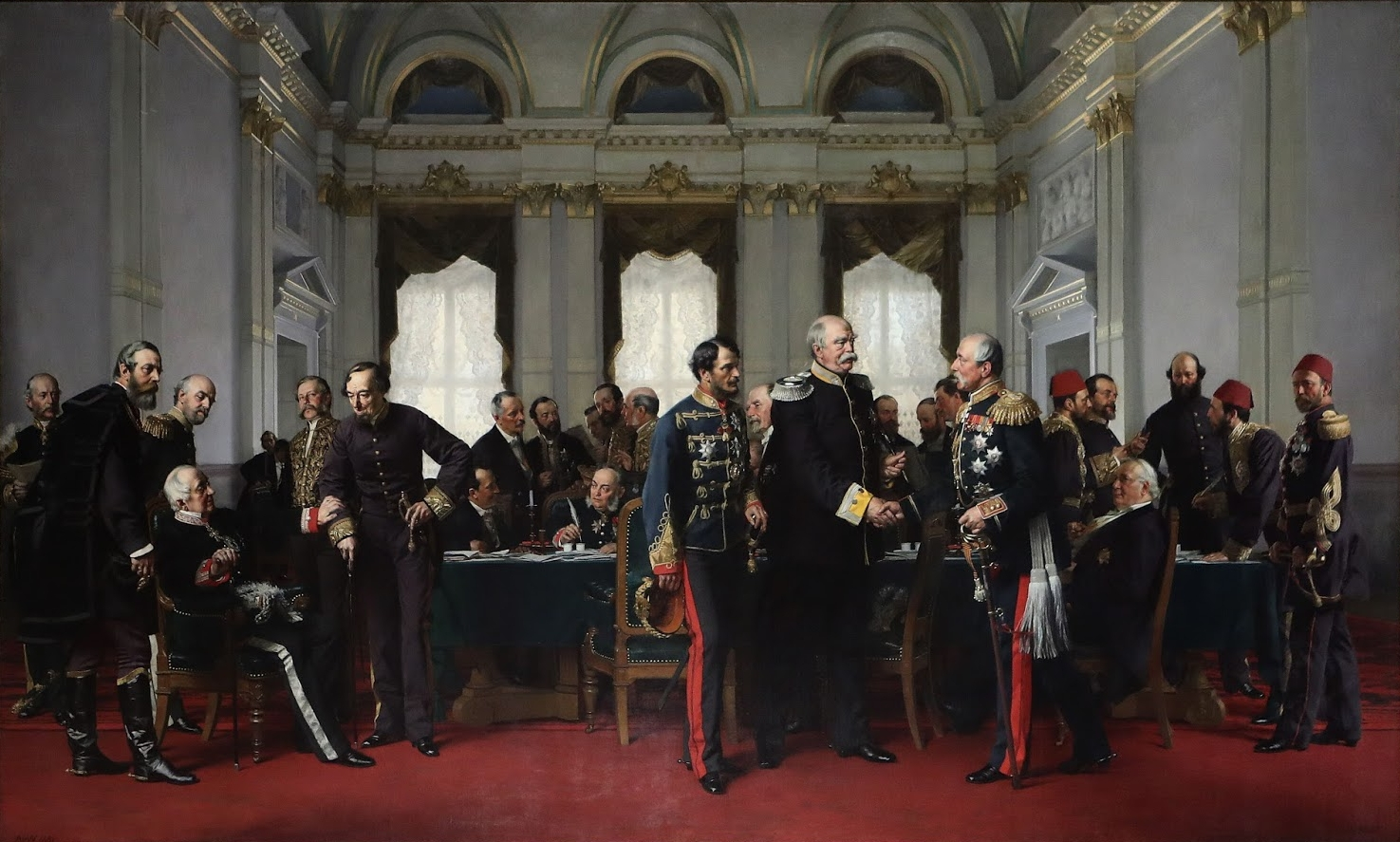
Congrès de Berlin, (tableau d'Anton von Werner de 1881, exposé dans l'hôtel de ville de Berlin) sont représentés (de gauche à droite) : von Haymerle, Károlyi, de Launay, Gortchakov, Waddington, Disraeli, von Radowitz, Hohenlohe-Schillingsfürst, Corti, Graf de Moun, d'Oubril, de Saint-Vallier, Desprey, Andrássy, Bucher, Otto von Bismarck, von Holstein, Busch, Herbert von Bismarck, Chouvalov, Sadullah Pascha, Russell, von Bülow, Salisbury, Karatheodorís et Mehmed Ali Pascha

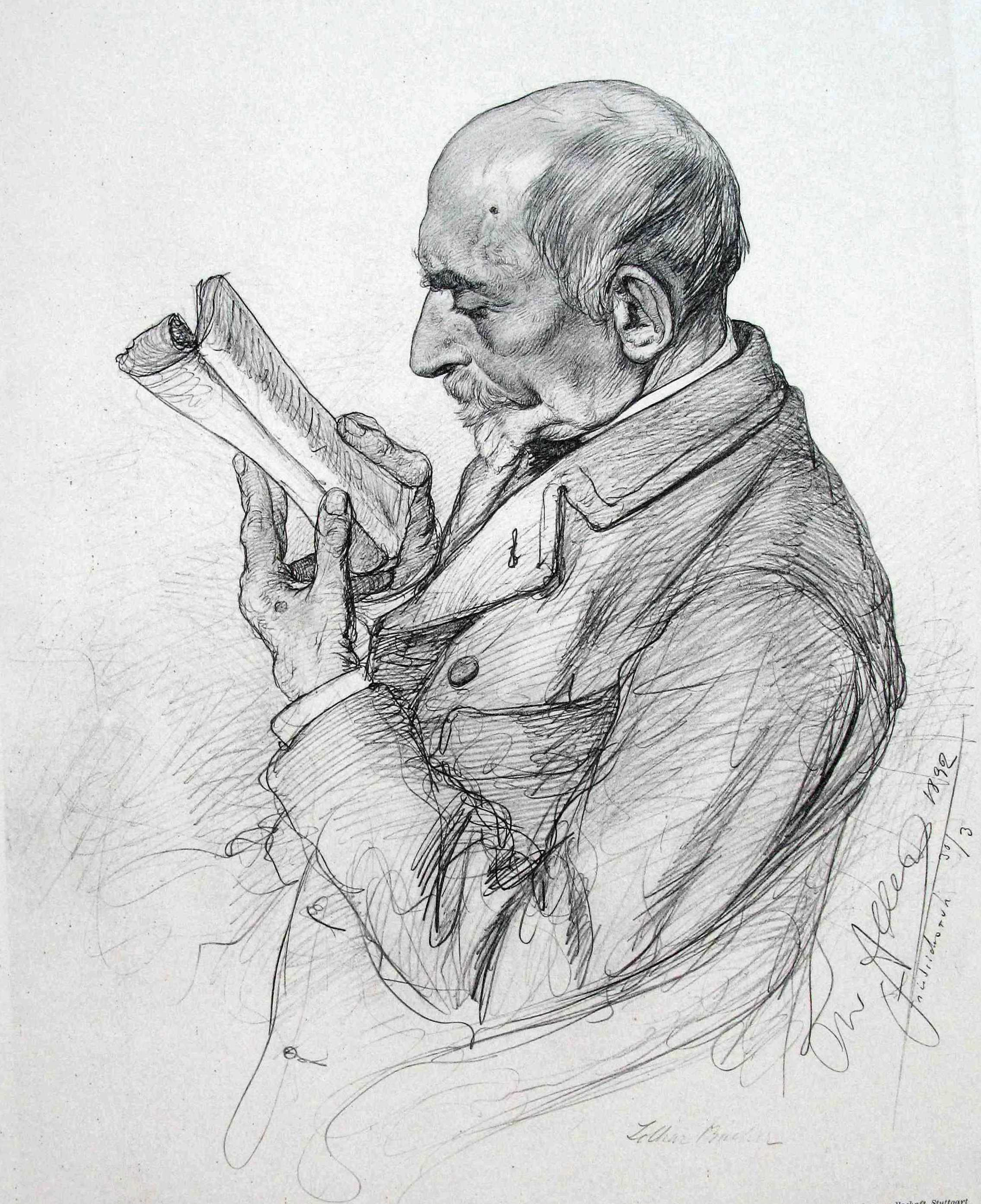
Lothar Bucher en 1892, dessiné par C.W. Allers.

En 1861, Bucher est amnistié et peut retourner en Allemagne. Il commence par y travailler au Deutsche Allgemeine Zeitung d'August Brass et au Wolffs Telegraphisches Bureau de Bernhard Wolff, au bureau de Berlin, où Paul Lindau lui succédera en 1865. Il critique la formation de la Deutscher Nationalverein (L'association national allemande), ce qui lui vaut l'inimitié des démocrates. Il reste toutefois en contact régulier avec Ferdinand Lassalle. Ainsi, bien qu'ils aient des opinions politiques très différentes, Bucher publie un texte de Lassalle, tandis que par la suite Lassalle fait de Bucher son exécuteur testamentaire et lui laisse une pension.
En 1864, Bismarck l'embauche au ministère des Affaires étrangères. Il monte les échelons et arrive en 1866 au Vortragenden Rat (le conseil d'administration). Il est un des proches conseillers de Bismarck. Il participe notamment à la rédaction de la première ébauche de constitution pour la confédération germanique. Lors des prémisses de la guerre franco-allemande de 1870, alors qu'un Hohenzollern est déclaré candidat à la succession au trône d'Espagne, Bucher est mission diplomatique à Madrid. Il travaille également sur la dépêche d'Ems avec le chancelier prussien. Après la guerre contre la France, Bucher est satisfait des résultats de la politique menée par Bismarck, qui a réussi à faire passer la France pour l'agresseur.
Après l'unification allemande, il est nommé au Wirklichen Geheimen Legationsrat (conseil de légation secret et réel) et au Vortragenden Rat (conseil d'administration) du ministère des Affaires étrangères allemand. Jusqu'à la fin des années 1870, il fait partie du cercle d'amis très proche de Bismarck. Il participe ainsi au congrès de Berlin. Ces relations empirent périodiquement, lorsque Bucher est chargé en 1878 de la rédaction des lois antisocialistes. Lors des débats, Karl Marx écrit une lettre où il révèle ses précédentes relations avec Lothar Bucher, la participation de Bucher dans des journaux proche de l'international et enfin ses liens avec Lassalle. Cette lettre fait perdre de la crédibilité à Bucher, ce qui le met à l'écart de la scène politique.
En 1886, il prend sa retraite. Après le retrait de Bismarck de ses fonctions de chancelier en 1890, Bucher devient son conseiller personnel. Il participe notamment à la rédaction des mémoires du chancelier.

## Œuvre
- (de) Kulturhistorische Skizzen aus der Industrieausstellung aller Völker, Francfort-sur-le-Main, 1851
- (de) Der Parlamentarismus, wie er ist, Berlin, 1855
- (de) Bilder aus der Fremde. für die Heimat gezeichnet. T. 1 Unterwegs, Berlin, 1862
- (de) Bilder aus der Fremde. für die Heimat gezeichnet. T. 2 Die Londoner Industrieausstellung, Berlin, 1863
- (de) Preußens altes Recht an Schleswig-Holstein, Berlin, 1865
- (de) Carl Rodbertus-Jagetzow, Was sonst? Ein deutsches Programm, Berlin, Kleine Schriften, 1890, p. 316
- (de) Kleine Schriften politischen Inhalts, Stuttgart, 1893